# Liste des députés européens d'Espagne de la 2e législature
Lors de l'élection européenne partielle de 1987, 60 députés européens sont élus en Espagne. Leur mandat débute le 10 juin 1987 et se termine le 24 juillet 1989.

## Députés provisoires
Entre l'adhésion de l'Espagne aux Communautés européennes le 1er janvier 1986 et l'élection européenne partielle, les députés européens d'Espagne sont désignés par le Parlement.
- Les socialistes du Parti socialiste ouvrier espagnol envoient 36 députés.
- Les conservateurs de la Coalición Popular (future Alianza Popular) envoient 14 députés.
- Le centre-droit du Parti démocrate populaire, du Parti nationaliste basque, de l’Union du centre démocratique et de l’Union démocratique de Catalogne envoient 6 députés.
- Les libéraux de Convergence et Union envoient 2 députés.
- Les indépendants envoient 1 député.

### Députés duGroupe socialiste

#### Députés duParti socialiste ouvrier espagnol
- José Álvarez de Paz
- Víctor Manuel Arbeloa Muru
- Enrique Barón Crespo
- Carlos Barral Agesta
- Bernardo Bayona Aznar
- Carlos María Bru Purón
- José Miguel Bueno Vicente
- Esteban Caamaño Bernal
- Jesús Cabezón Alonso
- José Cabrera Bazan
- Eusebio Cano Pinto
- Juan Luis Colino Salamanca
- Joan Colom i Naval
- José Manuel Duarte Cendán
- Rafael Estrella Pedrola
- María Elena Flores Valencia
- Ludivina García Arias
- Antonio Garcia-Pagan Zamora
- José Luis Garcia Raya
- Julián Grimaldos
- José Ramón Herrero Merediz
- Zenon-José Luis Paz
- Manuel Medina Ortega
- Ana Miranda de Lage
- Francisco Oliva Garcia
- Luis Planas Puchades
- Josep Pons Grau
- Juan de Dios Ramírez-Heredia
- María Dolores Renau i Manen
- Xavier Rubert de Ventós
- Felipe Sanchez-Cuenca Martinez
- Francisco Javier Sanz Fernández
- Enrique Sapena Granell
- Mateo Sierra Bardají
- José Vázquez Fouz
- Josep Verde i Aldea

### Députés duGroupe des démocrates européens

#### Députés de laCoalición Popular
- José María Alvarez de Eulate Peñaranda
- Miguel Arias Cañete
- Manuel Cantarero del Castilla
- Emilio Duran Corsanego
- Pío Cabanillas Gallas
- Arturo Juan Escuder Croft
- Manuel García Amigo
- José María Lafuente López
- Carmen Llorca Vilaplana
- Antonio Navarro
- Luis Guillermo Perinat Elio
- Carlos Robles Piquer
- Domènec Romera i Alcàzar
- Fernando Suárez González

### Députés duGroupe du Parti populaire européen (Démocrates chrétiens)

#### Députés duParti démocrate populaire
- Julén Guimon Ugartechea
- César Llorens Barges
- Luis Vega y Escandon

#### Député duParti nationaliste basque
- Andoni Monforte Arregui

#### Député de l’Union du centre démocratique
- Leopoldo Calvo-Sotelo

#### Député de l’Union démocratique de Catalogne
- Josep Antoni Duran i Lleida

### Députés duGroupe libéral, démocratique et réformateur

#### Député deConvergence et Union
- Carles-Alfred Gasòliba i Böhm

#### Député duGrupo Mixto Senado
- Carlos Manuel Bencomo Mendoza

### Député duGroupe Arc-en-Ciel

#### Député duGrupo Mixto Congreso
- Juan María Bandrés Molet

## Députés élus
Lors de l'élection européenne partielle de 1987, 60 députés européens sont élus en Espagne.
- Les socialistes du Parti socialiste ouvrier espagnol obtiennent 28 sièges.
- Les conservateurs de l'Alianza Popular obtiennent 17 sièges.
- Les centristes du Centre démocratique et social obtiennent 7 sièges.
- Les communistes de la Gauche unie obtiennent 3 sièges.
- Les libéraux et les démocrates-chrétiens de Convergence et Union obtiennent 3 sièges.
- Les nationalistes basques de Solidarité basque obtiennent 1 siège.
- Les nationalistes basques de Union populaire obtiennent 1 siège.

### Députés duGroupe socialiste

#### Députés duParti socialiste ouvrier espagnol
- José Álvarez de Paz
- Víctor Manuel Arbeloa Muru
- Enrique Barón Crespo
- Carlos María Bru Purón
- José Miguel Bueno Vicente
- Esteban Caamaño Bernal
- Jesús Cabezón Alonso
- José Cabrera Bazan
- Eusebio Cano Pinto
- Juan Luis Colino Salamanca
- Joan Colom i Naval
- Bárbara Dührkop
- Ludivina García Arias
- José Luis Garcia Raya
- Julián Grimaldos
- Manuel Medina Ortega
- Ana Miranda de Lage
- Fernando Morán López
- Francisco Oliva Garcia
- Luis Planas Puchades
- Josep Pons Grau
- Juan de Dios Ramírez-Heredia
- Xavier Rubert de Ventós
- Francisco Javier Sanz Fernández
- Enrique Sapena Granell
- Mateo Sierra Bardají
- José Vázquez Fouz
- Josep Verde i Aldea

### Députés duGroupe des démocrates européens

#### Députés de l'Alianza Popular
- José María Alvarez de Eulate Peñaranda
- Pedro Argüelles Salaverria
- Miguel Arias Cañete
- Pío Cabanillas Gallas
- Ramón Diaz del Rio Jaudenes
- Arturo Juan Escuder Croft
- Manuel Fraga Iribarne
- Manuel García Amigo
- Salvador Garriga Polledo
- José María Lafuente López
- Carmen Llorca Vilaplana
- Antonio Navarro
- Luis Guillermo Perinat Elio
- Carlos Robles Piquer
- Domènec Romera i Alcàzar
- Fernando Suárez González
- José Valverde López

### Députésnon-inscrits

#### Députés duCentre démocratique et social
- Rafael Calvo Ortega
- José Emilio Cervera Cardona
- José Coderch Planas
- Carmen Díez de Rivera Icaza
- Federico Mayor Zaragoza jusqu'au 16 décembre 1987
remplacé le 17 décembre 1987 par José Antonio Escudero
- Raúl Morodo Leoncio
- Eduardo Punset i Casals

#### Député de l’Union populaire
- José María Montero Zabala

### Député duGroupe communiste et apparentés

#### Députés deGauche unie
- Antoni Gutiérrez Díaz
- Fernando Pérez Royo
- Alonso José Puerta

### Députés duGroupe libéral, démocratique et réformateur

#### Députés deConvergence et Union
- Carles-Alfred Gasòliba i Böhm
- Joaquim Muns Albuixech

### Députés duGroupe du Parti populaire européen (Démocrates chrétiens)

#### Députés deConvergence et Union
- Concepció Ferrer

### Député duGroupe Arc-en-Ciel

#### Député deSolidarité basque
- Juan Carlos Garaikoetxea Urriza

## Source
- Les députés de la deuxième législature, site du Parlement européen.